# Gilles Andréani
Pour les articles homonymes, voir Andréani.
Gilles Andréani, né le 27 février 1956, est professeur associé à l’université Panthéon-Assas, président de  chambre de la Cour des comptes, et a été directeur du Centre d’analyse et de prévision au ministère des affaires étrangères. Il est spécialiste des affaires internationales et tout particulièrement des questions de sécurité européennes et transatlantiques.

## Biographie

### Jeunesse et études
Gilles Andréani est le fils de Jacques Andréani, diplomate français qui fut notamment ambassadeur de France aux États-Unis. Il est élève de l’École nationale d’administration, promotion Droits de l'homme, 1979-1981.

### Parcours professionnel
Il partage sa carrière administrative entre la Cour des comptes et les affaires internationales.
Dès sa sortie de l'ENA en 1981 il rejoint la Cour des comptes. En 1986 il est en fonction au Service des affaires stratégiques du ministère des affaires étrangères et, en 1986 sous-directeur du désarmement à la direction des affaires politiques du ministère des affaires étrangères.  Il est nommé représentant permanent adjoint de la France au conseil de l’Atlantique Nord à Bruxelles (1993).
Le 1er octobre 1995 il devient, pour trois ans, directeur du Centre d’analyse et de prévision au ministère des affaires étrangères et conseiller auprès du ministre. En 1999 il est directeur de recherche à l’Institut international d’études stratégiques de Londres. En 2002 il redevient, pour deux ans, directeur du Centre d’analyse et de prévision au ministère des affaires étrangères.
En 2010, il est président de section à la troisième chambre puis à la cinquième chambre de la Cour des comptes. Lors du conseil des ministres du 9 mai 2018  Gilles Andréani est nommé  à la présidence de la quatrième chambre de la Cour des comptes où il succède à Jean-Philippe Vachia. Cette chambre est  consacrée aux services du Premier ministre, à la défense, à la sécurité intérieure, à la justice, aux affaires étrangères et aux pouvoirs publics.  
En 2012 Gilles Andréani est un des 4 candidats pour succéder à Richard Descoings à la direction de l'Institut d'études politiques de Paris.

### Décorations
- Officier de la Légion d'honneur en 2020[5] (nommé chevalier en 2008[6])
- Officier de l'ordre national du Mérite[7]

## Publications

### Livres
Justifier la guerre ? De l’humanitaire au contre-terrorisme co-auteur : Pierre Hassner Presses de Sciences Po (P.F.N.S.P.), « Références », 2013, 488 pages.  (ISBN 9782724612424)

#### Articles

##### Articles publiés dans la revue Commentaire
L’émergence d’un consensus eurosceptique ? , Commentaire, 2013/3 (Numéro 143), p. 658-661
Morale et violence internationale, co-auteur Hassner Pierre, Commentaire, 2005/3 (Numéro 111), p. 649-656. 
Obama et l’Europe. Les paradoxes d’une popularité, Commentaire, 2009/4 (Numéro 128), p. 919-924. 
Souveraineté, idéologie, puissance, Commentaire, 2003/3 (Numéro 103), p. 516-522. 
Poutine et l'Ukraine,  Commentaire, 2014/2 (Numéro 146), p. 287-292.
Le processus de paix israélo-arabe : après l'échec ? (co-auteur : Kodmani Bassmɑ) Commentaire, 2010/2 (Numéro 130), p. 293-302.
L’Europe immobile, Commentaire, 2009/2 (Numéro 126), p. 293-300.
La Cour des comptes et la séparation des pouvoirs, Commentaire n° 33, 1986

##### Autres articles
La politique étrangère de Trump: sous le chaos, les obsessions,  Télos, 27 mars 2018
L’ordre mondial et les relations russo-américaines selon Vladimir Poutine, Télos, 30 octobre 2017
Henry Kissinger. Does America Need a Foreign Policy ? Toward a Diplomacy for the 21st Century Politique étrangère, (2003, compte-rendu)
Europe de la Défense : y a-t-il encore une ambition française ? Politique étrangère,  2002
Gouvernance globale : origines d'une idée , Politique étrangère, 2001
Le rebond européen,  Politique étrangère,  1999
La France et l'OTAN après la guerre froide Politique étrangère;  1998